# Psoralea mexicana
Psoralea mexicana là một loài thực vật có hoa trong họ Đậu. Loài này được (L.f.) Vail miêu tả khoa học đầu tiên.